# Хелмщет
Хелмщет (на немски: Helmstedt) е град, намиращ се в западната част на германската провинция Долна Саксония. Той е основен град в административната област Хелмщет. Има население от около 26 000 жители според преброяване от 2004. В миналото в немското име на града се е използвала буквата „а“ умлаут (ä), вместо „е“ – Helmstädt.
Градът се развива в района на бенедиктантското абатство „Св. Лудгер“, образувано около 800 г., създадено от Св. Лиудгер като мисионерско място. За пръв път се споменава за града през 952, става град през 1247. Принадлежи на абатството от Ферден до 1490, когато е купен от графството на Брунсвик-Люненбург. От 1576 до 1810 тук се намира Университетът на Хелмщет.
От края на първата половина на 20 век до 1990 града преминава важна граница между ФРГ (Федерална република Германия) и ГДР (Германска демократична република).

## Побратимени градове
- Албакърки, САЩ
- Витре, Франция
- Оръщие, Румъния
- Светлогорск, Беларус
- Фиуги, Италия
- Халденслебен, Германия
- Чард, Великобритания